# Plesit
Plesit je meteoritska tekstura, sestavljena iz finozrnate zmesi mineralov kamacita in taenita, ki se pojavlja v železovih meteoritih oktaedritih.
Ime je izpeljano iz grškega izraza πλήθος [pléthos] – polnjenje, nadev,  in namiguje na njegovo značilnost, da zapolnjuje vrzeli med večjimi pasovi klamacita in taenita, ki tvorita  Widmanstättenove vzorce. 
Obstaja več tipov plesita, ki se zalikujejo po mehanizmu nastanka in obliki. Nekaj tipov je opisanih v Buchwaldovih »Železovih meteoritih« in Massalskijevih  »Razmišljanjih o plesitu«.